# Atanásio (prefeito pretoriano)
Atanásio (em grego: Ἀθανάσιος) foi um oficial bizantino do século VI que serviu como emissário e prefeito pretoriano da Itália e África sob o imperador Justiniano (r. 527–565). Em 536, foi enviado pelo imperador com Pedro, o Patrício ao Reino Ostrogótico para aceitar a submissão do rei ostrogótico Teodato (r. 534–536), mas preferiu manter a guerra e prendeu-os durante três anos em Ravena. Em 539, foi libertado pelo novo rei Vitige (r. 536–540) em troca de diplomatas ostrogóticos presos pelos bizantinos durante missão ao Império Sassânida. Em 540, foi nomeado prefeito pretoriano da Itália, posto que manteve até 542, e em 545 como prefeito pretoriano da África.

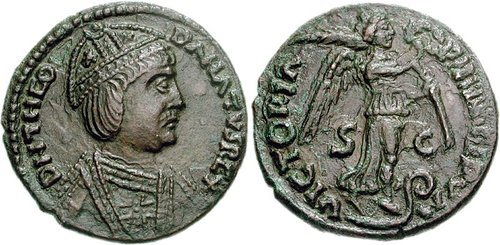
Fólis de Teodato r.

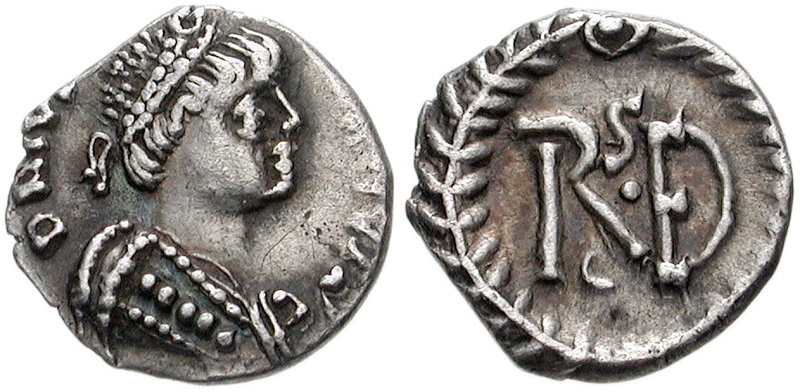
1/4 de síliqua de Vitige r.

## Biografia
Nada se sabe sobre as origens ou começo da vida de Atanásio. Procópio e Coripo registraram apenas que era idoso em 545. Dois membros de sua família são conhecidos: seu irmão, o conde e senador Alexandre, que liderou embaixadas ao Império Sassânida e ao Reino Ostrogodo no começo dos anos 530, e seu genro Leôncio, que liderou embaixada aos francos em 551. Apareceu pela primeira vez em 536, quando foi enviado pelo imperador Justiniano (r. 527–565) à Itália ao lado de Pedro para aceitar a rendição das forças góticas, tal como Pedro e o rei ostrogótico Teodato (r. 534–536) haviam acordado em embaixadas anteriores. Contudo, uma vez ciente dos reveses bizantinos na Dalmácia e da morte do general Mundo em batalha contra os godos, Teodato criou coragem e resolveu resistir ao ataque bizantino. Os emissários foram presos, enquanto a guerra recomeçou.
Permaneceram presos em Ravena por três anos, até serem libertados em junho/julho de 539 pelo novo rei gótico, Vitige (r. 536–540), em troca de diplomatas enviados à Pérsia que foram capturados pelos bizantinos. Quando regressaram a Constantinopla, Justiniano recompensou-os com altos ofícios, nomeando Pedro como seu mestre dos ofícios e Atanásio como prefeito pretoriano da Itália. Atanásio chegou novamente à Itália no começo da primavera de 540, mas pouco se sabe de seu mandato, exceto que acompanhou os comandantes dispersos por Belisário na Itália, talvez para organizar o suprimento deles. Possivelmente reteve o posto até o verão / outono de 542, quando foi substituído por Maximino, mas parece ter permanecido na Itália até tão tarde quanto 544.

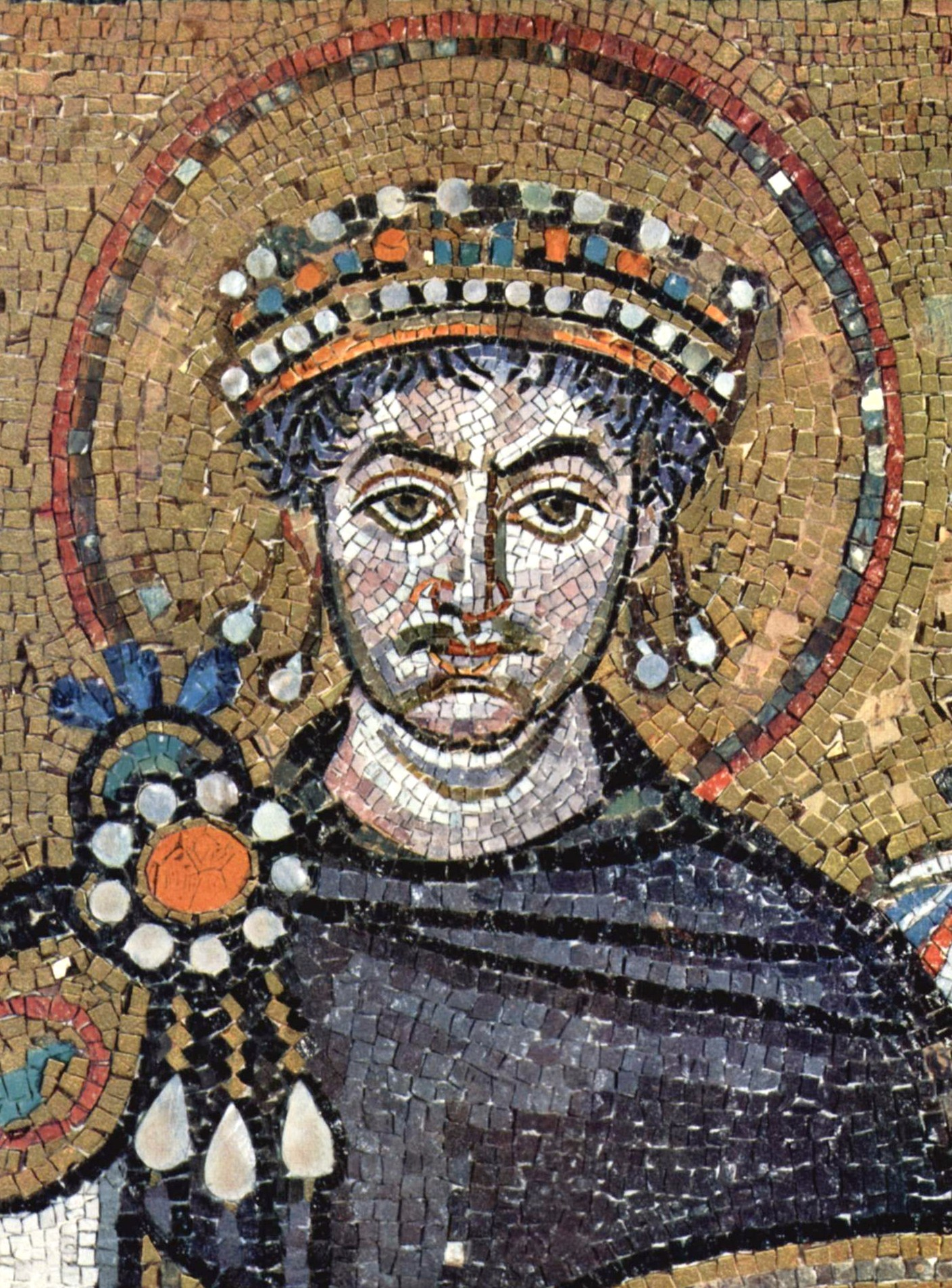
Justiniano em detalhe dum mosaico da Basílica de São Vital

No começo de 545, pouco após seu retorno da Itália, Justiniano despachou Atanásio como prefeito pretoriano da África, ao lado do senador idoso Areobindo, que foi nomeado como o novo mestre dos soldados da província. Areobindo logo enfrentou uma revolta militar liderada pelo duque da Numídia Guntárico. Em março de 546, Guntárico sitiou Cartago e aprisionou Atanásio e Areobindo. Quando convocado diante do rebelde, apresentou-se como seu apoiante e tomou o cuidado de lisonjeá-lo. Isto, e sua idade avançada, podem tê-lo salvado depois, quando Areobindo foi assassinado durante um jantar no palácio.
De acordo com Coripo, planejou então o golpe que assassinou o rebelde e restaurou o controle imperial sobre a África poucos meses mais tarde: o oficial armênio Artabanes matou o rebelde num banquete. Embora Procópio não mencione o papel de Atanásio, de acordo com os autores da PIRT isto se deve provavelmente a Artabanes, ou um dos dos associados mais próximos, terem sido as fontes de Procópio para o episódio.
De todo modo, após a morte de Guntárico, atuou rapidamente para assegurar controle da tesouraria. Continuou no ofício e foi notável na reorganização das forças bizantinas sob João Troglita no inverno de 547/8, após a desastrosa derrota na Batalha de Marta. Estava também em ofício c. 550, mas foi substituído o mais tardar até setembro 552. Nada mais se sabe sobre ele, embora possa ser o senador Atanásio que foi enviado para Lázica em 556 para investigar o assassinato do rei Gubazes II pelos generais bizantinos estacionados lá e examinar as acusações de traição levantadas contra Gubazes pelos assassinos.